# 지석훈
지석훈(池碩訓, 1984년 3월 17일 ~ )은 전 KBO 리그 NC 다이노스의 내야수이자, 현 KBO 리그 창원 다이노스의 수비코치이다.

## 선수 시절

### 아마추어 시절
휘문고등학교 2학년 때인 2001년 제 55회 황금사자기 전국고교야구대회 결승전에서 동산고등학교 송은범을 상대로 연타석 홈런을 쳐 내며 대회 최우수 선수에 선정됐다.

### 현대 유니콘스&넥센 히어로즈시절
2003년 2차 1라운드 지명을 받아 입단했다. 2007년에는 전반기에 주전 유격수로 발탁됐지만 여름이 되자 타격 슬럼프에 빠졌고 수비마저 흔들리며 7월 29일에 1군에서 말소됐다. 이로 인해 주전 유격수 자리를 황재균에게 내줬다.

### 상무 야구단시절
2009년에 입단하였다.

### 넥센 히어로즈복귀
상무에서 군 복무를 마치고 현대 유니콘스 해체 후 이 팀 선수들을 주축으로 창단한 팀에서도 계속 백업에 머물렀다. 백업으로 활약하던 중, 2013년 4월 18일 당시 넥센 히어로즈 소속이었던 그와 박정준, 이창섭, NC 다이노스 소속이었던 송신영, 신재영과 2:3 트레이드를 통해 NC 다이노스로 이적하였다.

### NC 다이노스시절

#### 2013년 시즌
이적 후 첫 경기인 한화전에서 3타수 2안타, 4타점 및 호수비로 맹활약했으나 팀의 패배로 빛이 바랬다. 하지만 트레이드 후 팀 내야진의 안정과 공격에서도 장타력을 보여주며 팀의 주전 2루수로 출장했다. 전반기에 타율 0.242, 3홈런, 29타점을 기록했지만 7월부터 극심한 타격 부진을 겪어 후반기에는 타율 0.176, 6타점으로 크게 부진했다.

#### 2014년 시즌
손시헌의 영입과 박민우의 성장에 따라 시즌에서 주로 내야 백업 선수로 활약했다. 그러다 8월 5일 롯데 자이언츠와의 경기에서 손시헌이 강민호와 부딪혀 무릎 인대 파열 부상으로 1군에서 말소되자 인천 아시안게임 휴식기 전까지 주전 유격수로 출장했다.
시즌 114경기에 출전해 2할대 타율, 26득점, 58안타, 6홈런, 34타점을 기록했다. 특히 전 소속팀인 넥센 히어로즈를 상대로 15경기 타율 0.419, 10득점, 18안타, 2홈런, 12타점으로 강한 모습을 보였다.

##### 2014년준플레이오프
4경기에 출전했다. 1~3차전에서는 주로 대수비로 출전했고, 10월 25일 LG 트윈스와의 4차전에서 박민우를 대신해 2루수로 출전했다.
- 기록

| 타율  | 경기 | 타수 | 득점 | 안타 | 2루타 | 3루타 | 홈런 | 타점 | 도루 | 도실 | 볼넷 | 사구 | 삼진 | 병살 | 실책 | 비고 |
| ----- | ---- | ---- | ---- | ---- | ----- | ----- | ---- | ---- | ---- | ---- | ---- | ---- | ---- | ---- | ---- | ---- |
| 0.000 | 4    | 6    | 0    | 0    | 0     | 0     | 0    | 0    | 0    | 0    | 0    | 0    | 2    | 0    | 0    |      |

#### 2015년 시즌
4월 1일 넥센전에서 선발 투수 피어밴드를 상대로 시즌 첫 홈런을 기록했고, 이 홈런은 경기의 결승타가 됐다. 9월 13일 SK전에서 데뷔 첫 5안타를 기록했다. 경기 후반에 투수 정우람을 상대로 역전 끝내기 3점 홈런을 기록하며 팀의 1점차 대역전승을 이끌었다.
시즌 137경기에 출전해 2할대 타율, 111안타, 11홈런, 46타점, 53득점을 기록했다.

##### 2015년플레이오프
5경기에 출전해 15타수 4안타를 기록했다. 10월 24일 5차전에서 장원준을 상대로 솔로 홈런을 쳐 냈다.
- 기록

| 타율  | 경기 | 타수 | 득점 | 안타 | 2루타 | 3루타 | 홈런 | 타점 | 도루 | 도실 | 볼넷 | 사구 | 삼진 | 병살 | 실책 | 비고 |
| ----- | ---- | ---- | ---- | ---- | ----- | ----- | ---- | ---- | ---- | ---- | ---- | ---- | ---- | ---- | ---- | ---- |
| 0.267 | 5    | 15   | 2    | 4    | 1     | 0     | 1    | 2    | 0    | 0    | 0    | 0    | 1    | 1    | 0    |      |

#### 2020년시즌
87경기에 출전해 25안타(1홈런), 12타점을 기록했다.

##### 한국시리즈
한국시리즈 5경기 출장해 1안타 1타점 1득점을 기록했다.
11월 21일 4차전에 3루수로 선발 출전했다. 데뷔 첫 한국시리즈 선발 출장이었다. 9회초 이승진을 상대로 한국시리즈 첫 안타 및 타점을 기록했다.
- 기록

| 타율  | 경기 | 타수 | 득점 | 안타 | 2루타 | 3루타 | 홈런 | 타점 | 도루 | 도실 | 볼넷 | 사구 | 삼진 | 병살 | 실책 | 비고 |
| ----- | ---- | ---- | ---- | ---- | ----- | ----- | ---- | ---- | ---- | ---- | ---- | ---- | ---- | ---- | ---- | ---- |
| 0.167 | 5    | 6    | 1    | 1    | 1     | 0     | 0    | 1    | 0    | 0    | 1    | 0    | 2    | 0    | 0    |      |

#### 2021년시즌
5월 12일 한화 이글스와의 경기에서 KBO 리그 역대 104번째 1200경기 출장을 달성했다. 2021년 시즌 후 은퇴를 선언했다.

## 야구선수 은퇴 후
은퇴 후 강릉영동대학교 야구부 코치로 지도자 경력을 시작했다.
2023년 시즌 NC 다이노스의 C팀(2군) 수비코치로 영입됐다.

## 경력

### 수상
- 2001년 제 55회 황금사자기 전국 고교 야구 대회 최우수 선수

## 출신 학교
- 서울가동초등학교
- 휘문중학교
- 휘문고등학교

## 통산 기록
| 연도 | 팀명   | 타율  | 경기 | 타수 | 득점 | 안타 | 2루타 | 3루타 | 홈런 | 루타 | 타점 | 도루 | 도실 | 볼넷 | 사구 | 삼진 | 병살 | 실책 |
| ---- | ------ | ----- | ---- | ---- | ---- | ---- | ----- | ----- | ---- | ---- | ---- | ---- | ---- | ---- | ---- | ---- | ---- | ---- |
| 2004 | 현대   | 1.000 | 5    | 1    | 1    | 1    | 0     | 1     | 0    | 3    | 2    | 0    | 0    | 0    | 0    | 0    | 0    | 0    |
| 2005 | 현대   | 0.179 | 61   | 106  | 10   | 19   | 3     | 0     | 2    | 28   | 8    | 0    | 0    | 3    | 1    | 35   | 3    | 4    |
| 2006 | 현대   | 0.208 | 51   | 53   | 10   | 11   | 2     | 0     | 1    | 16   | 9    | 0    | 1    | 9    | 0    | 18   | 2    | 6    |
| 2007 | 현대   | 0.182 | 89   | 203  | 22   | 37   | 6     | 1     | 2    | 51   | 17   | 0    | 3    | 22   | 2    | 53   | 1    | 8    |
| 2008 | 우리   | 0.000 | 12   | 9    | 1    | 0    | 0     | 0     | 0    | 0    | 0    | 0    | 0    | 1    | 0    | 1    | 0    | 0    |
| 2011 | 넥센   | 0.220 | 52   | 109  | 9    | 24   | 6     | 1     | 2    | 38   | 8    | 1    | 3    | 12   | 1    | 29   | 5    | 7    |
| 2012 | 넥센   | 0.173 | 61   | 104  | 11   | 18   | 4     | 1     | 1    | 27   | 11   | 1    | 1    | 10   | 4    | 24   | 3    | 2    |
| 2013 | NC     | 0.220 | 105  | 309  | 25   | 68   | 21    | 2     | 3    | 102  | 35   | 2    | 1    | 31   | 7    | 82   | 7    | 8    |
| 2014 | NC     | 0.274 | 114  | 212  | 26   | 58   | 14    | 4     | 6    | 98   | 34   | 1    | 1    | 16   | 6    | 46   | 8    | 5    |
| 2015 | NC     | 0.267 | 137  | 415  | 53   | 111  | 15    | 0     | 11   | 159  | 46   | 4    | 1    | 23   | 16   | 85   | 9    | 17   |
| 2016 | NC     | 0.219 | 141  | 351  | 34   | 77   | 14    | 0     | 9    | 118  | 54   | 0    | 2    | 22   | 9    | 91   | 9    | 9    |
| 2017 | NC     | 0.239 | 121  | 268  | 29   | 64   | 16    | 0     | 6    | 98   | 24   | 1    | 0    | 22   | 10   | 67   | 8    | 11   |
| 2018 | NC     | 0.181 | 67   | 94   | 9    | 17   | 2     | 0     | 1    | 22   | 8    | 1    | 0    | 8    | 0    | 20   | 2    | 5    |
| 2019 | NC     | 0.228 | 76   | 149  | 15   | 34   | 9     | 0     | 2    | 49   | 15   | 0    | 1    | 10   | 6    | 37   | 6    | 5    |
| 2020 | NC     | 0.207 | 87   | 121  | 22   | 25   | 8     | 0     | 1    | 36   | 12   | 1    | 0    | 15   | 2    | 33   | 4    | 5    |
| 2021 | NC     | 0.147 | 28   | 34   | 6    | 5    | 1     | 0     | 0    | 6    | 2    | 0    | 0    | 6    | 0    | 12   | 0    | 1    |
| 통산 | 16시즌 | 0.224 | 1207 | 2538 | 283  | 569  | 121   | 10    | 47   | 851  | 285  | 12   | 14   | 210  | 66   | 633  | 67   | 93   |

## 주요 기록
| 기록               | 날짜            | 소속팀 | 상대팀 | 상대투수 | 구장 | 기타         |
| ------------------ | --------------- | ------ | ------ | -------- | ---- | ------------ |
| 통산 1000경기 출장 | 2018년 8월 8일  | NC     | kt     |          | 마산 | 역대 143번째 |
| 통산 1100경기 출장 |                 | NC     |        |          |      | 역대 번째    |
| 통산 1200경기 출장 | 2021년 5월 12일 | NC     | 한화   |          | 대전 | 역대 104번째 |